# Seal

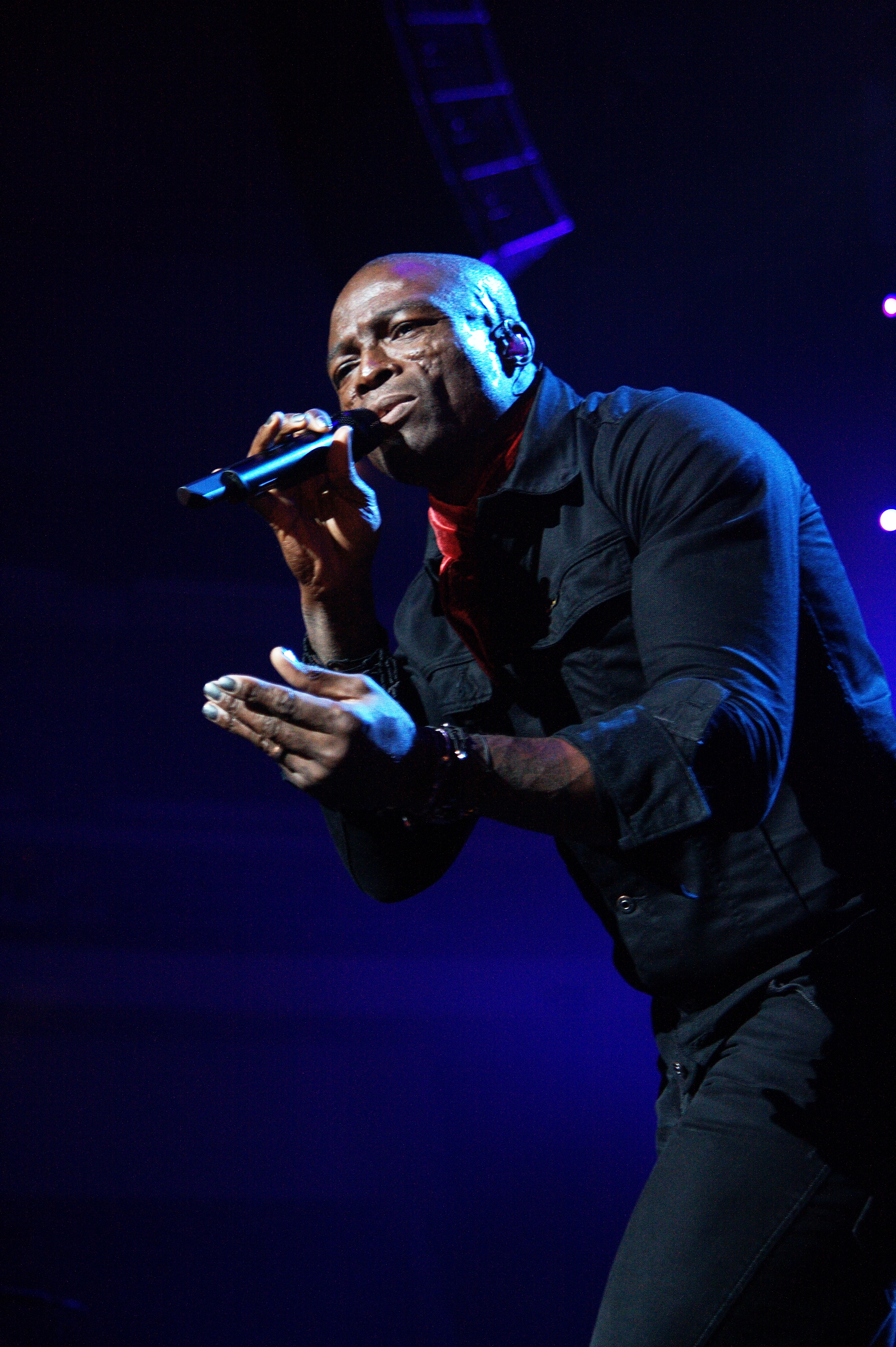
Seal (2011)

Seal (* 19. Februar 1963 als Seal Henry Olusegun Olumide Adeola Samuel in London) ist ein britischer Sänger. Seine bekanntesten Songs sind Killer, Crazy und Kiss from a Rose.

## Kindheit und Jugend
Er kam 1963 als Sohn einer nigerianischen Mutter und eines brasilianischen Vaters im Londoner Stadtteil Paddington zur Welt. Seine ersten Lebensjahre verbrachte er bei Pflegeeltern, bis ihn seine Mutter im Alter von fünf Jahren wieder in die Familie aufnahm. Sein Versuch, einen künstlerischen Beruf zu ergreifen, wurde von seinem Vater nicht akzeptiert und mit körperlicher Gewalt beantwortet. 
Seal stand mit elf Jahren zum ersten Mal auf einer Bühne. Im Alter von 15 Jahren lief er von zu Hause weg. Er schloss seine schulische Ausbildung ab und begann Architektur zu studieren. Nach dem Studienabschluss schlug er sich mit Gelegenheitsjobs durch, da er auch weiterhin versuchte, eine künstlerische Laufbahn einzuschlagen.

## Karriere
Mit der englischen Funk-Band Push reiste Seal nach Asien und blieb einige Zeit dort. Nach seiner Rückkehr nach London arbeitete er 1989 als Studiosänger und nahm gemeinsam mit dem Musiker und Produzenten Adamski den Song Killer auf, der im Frühjahr 1990 veröffentlicht wurde. Die Single wurde ein Nummer-1-Hit im Vereinigten Königreich und war auch international erfolgreich. Und obwohl er nicht auf dem Cover, sondern nur bei den Mitwirkenden genannt wurde, war es der Auslöser seiner erfolgreichen Solokarriere. Im Herbst 1990 erschien seine Single Crazy, die es in der Schweiz auf den ersten Platz schaffte und insgesamt 23 Wochen in der Hitparade blieb.
Am 20. April 1992 trat Seal zusammen mit den verbliebenen drei Musikern von Queen im Londoner Wembley-Stadion beim Freddie Mercury Tribute Concert auf und sang gemeinsam mit ihnen den Song Who Wants to Live Forever. Sein Titel Kiss from a Rose wurde Mitte 1994 mit einem Musikvideo veröffentlicht, entwickelte sich aber erst im darauffolgenden Jahr durch den Film Batman Forever mit einem neuen Video zum Erfolg. In der Folgezeit arbeitete Seal mit bekannten Künstlern wie Joni Mitchell und Jeff Beck zusammen.
In der sechsten Staffel von Deutschland sucht den Superstar präsentierte Seal am 13. März 2009 seine neue Single I Can’t Stand the Rain. Im Oktober 2011 führte sein Auftritt auf der Geburtstagsfeier des tschetschenischen Präsidenten Ramsan Kadyrow, dem schwere Menschenrechtsverletzungen vorgeworfen werden, zu Kritik. Seal ist seit der ersten Staffel im Jahr 2012 Jurymitglied und Coach in der australischen Ausgabe der Gesangs-Castingshow The Voice, die auf Nine Network ausgestrahlt wird. Am 13. Mai 2012 gastierte Seal mit Flavor Flav bei einer Aftershow von Prince in Australien live auf der Bühne. Von Oktober bis Dezember 2019 war Seal als Leopard Kandidat der zweiten Staffel des US-amerikanischen Ablegers von The Masked Singer und schied im Halbfinale als Viertplatzierter aus.

## Privates

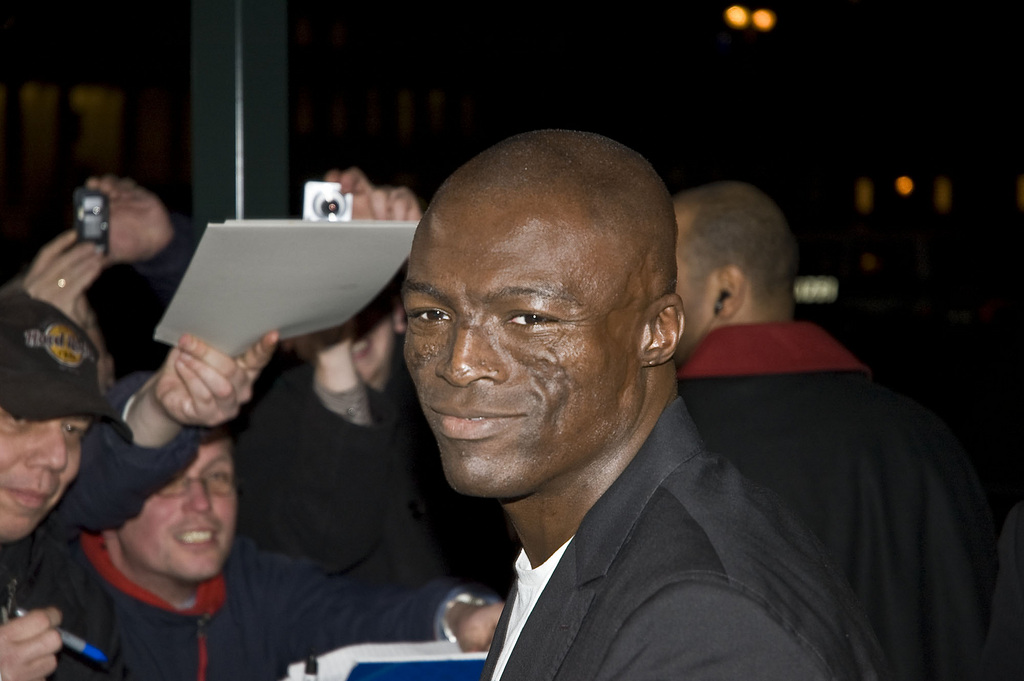
Seal (2008)

Seal leidet seit seiner Jugend unter der Autoimmunerkrankung Lupus erythematodes, auf die die Narben in seinem Gesicht zurückzuführen sind.
Nachdem er mehrere Jahre lang in Los Angeles gelebt hatte, kehrte er 2003 nach London zurück, wo er mit Heidi Klum zusammenzog. Die beiden heirateten im Mai 2005 in Mexiko und sind Eltern von zwei Söhnen (* 2005, * 2006), einer Tochter (* 2009) sowie Leni Klum, einer Tochter aus einer früheren Beziehung Klums mit Flavio Briatore, die von Seal adoptiert wurde. Er lebte mit der Familie in Brentwood in Los Angeles. Im Januar 2012 gab das Paar seine Trennung bekannt; im April reichte Klum die Scheidung ein.

## Auszeichnungen
- Grammy Award[6]
  - 1996: Record of the Year – Kiss from a Rose
  - 1996: Song of the Year – Kiss from a Rose
  - 1996: Best Male Pop Performance – Kiss from a Rose

- Brit Award
  - 1992: Best Album – Seal

- Bambi
  - 2004

## Diskografie
Studioalben

| Jahr | Titel Musiklabel                                   | Höchstplatzierung, Gesamtwochen, AuszeichnungChartplatzierungen (Jahr, Titel, Musiklabel, Platzierungen, Wochen, Auszeichnungen, Anmerkungen) | Höchstplatzierung, Gesamtwochen, AuszeichnungChartplatzierungen (Jahr, Titel, Musiklabel, Platzierungen, Wochen, Auszeichnungen, Anmerkungen) | Höchstplatzierung, Gesamtwochen, AuszeichnungChartplatzierungen (Jahr, Titel, Musiklabel, Platzierungen, Wochen, Auszeichnungen, Anmerkungen) | Höchstplatzierung, Gesamtwochen, AuszeichnungChartplatzierungen (Jahr, Titel, Musiklabel, Platzierungen, Wochen, Auszeichnungen, Anmerkungen) | Höchstplatzierung, Gesamtwochen, AuszeichnungChartplatzierungen (Jahr, Titel, Musiklabel, Platzierungen, Wochen, Auszeichnungen, Anmerkungen) | Anmerkungen                                                   |
| Jahr | Titel Musiklabel                                   | DE | AT | CH | UK | US | Anmerkungen                                                   |
| ---- | -------------------------------------------------- | --- | --- | --- | --- | --- | ------------------------------------------------------------- |
| 1991 | Seal Rhino Records / Warner Music                  | DE7 Gold · (25 Wo.)DE | AT2 Gold · (15 Wo.)AT | CH2 Platin · (21 Wo.)CH | UK1 ×2Doppelplatin · (139 Wo.)UK | US24 Platin · (63 Wo.)US | Erstveröffentlichung: Mai 1991 Verkäufe: + 2.705.000          |
| 1994 | Seal Warner Music                                  | DE25 Gold · (38 Wo.)DE | AT8 (12 Wo.)AT | CH15 (17 Wo.)CH | UK1 ×2Doppelplatin · (18 Wo.)UK | US15 ×5Fünffachplatin · (118 Wo.)US | Erstveröffentlichung: 23. Mai 1994 Verkäufe: + 6.130.000      |
| 1998 | Human Being Warner Music                           | DE24 (12 Wo.)DE | AT21 (14 Wo.)AT | CH18 (9 Wo.)CH | UK44 Silber · (3 Wo.)UK | US22 Gold · (13 Wo.)US | Erstveröffentlichung: 16. November 1998 Verkäufe: + 567.500   |
| 2003 | Seal IV Warner Music                               | DE2 ×2Doppelplatin · (47 Wo.)DE | AT7 Platin · (32 Wo.)AT | CH1 Platin · (49 Wo.)CH | UK4 Gold · (10 Wo.)UK | US3 Gold · (42 Wo.)US | Erstveröffentlichung: 9. Dezember 2003 Verkäufe: + 1.770.000  |
| 2007 | System Warner Music                                | DE13 Gold · (23 Wo.)DE | AT5 (14 Wo.)AT | CH3 Gold · (19 Wo.)CH | UK37 (3 Wo.)UK | US35 (10 Wo.)US | Erstveröffentlichung: 12. November 2007 Verkäufe: + 190.000   |
| 2008 | Soul Warner Music                                  | DE15 Gold · (24 Wo.)DE | AT8 Gold · (23 Wo.)AT | CH4 Platin · (41 Wo.)CH | UK12 Platin · (23 Wo.)UK | US13 (42 Wo.)US | Erstveröffentlichung: 10. November 2008 Verkäufe: + 2.115.000 |
| 2010 | Seal VI: Commitment Reprise Records / Warner Music | DE46 (4 Wo.)DE | AT48 (2 Wo.)AT | CH8 (13 Wo.)CH | UK11 Silber · (5 Wo.)UK | US31 (6 Wo.)US | Erstveröffentlichung: 20. September 2010 Verkäufe: + 200.000  |
| 2011 | Soul 2 Reprise Records                             | — | — | CH38 (5 Wo.)CH | UK17 Gold · (13 Wo.)UK | US8 (7 Wo.)US | Erstveröffentlichung: 4. November 2011 Verkäufe: + 215.000    |
| 2015 | 7 Warner Music                                     | — | — | CH9 (6 Wo.)CH | UK13 (7 Wo.)UK | US45 (1 Wo.)US | Erstveröffentlichung: 6. November 2015 Verkäufe: + 51.000     |
| 2017 | Standards Decca Records / Universal Music          | DE70 (1 Wo.)DE | AT36 (1 Wo.)AT | CH32 (2 Wo.)CH | UK17 (8 Wo.)UK | — | Erstveröffentlichung: 10. November 2017                       |